# 萨彦柳
萨彦柳（学名：Salix sajanensis）是杨柳科柳属的植物。分布在西伯利亚、蒙古以及中国大陆的新疆等地，生长于海拔1,800米的地区，多生于松林林缘的碎石堆中，目前尚未由人工引种栽培。